# Antoine Marie Henri Boulard
Antoine Marie Henri Boulard (1754–1825) – francuski kolekcjoner książek, biblioman.
Z zawodu notariusz, świetnie wykształcony, autor kilku rozpraw naukowych. W 1808 r. przekazał urząd notariusza synowi, a sam poświęcił się wyłącznie gromadzeniu książek. Ogarnięty bibliomanią, nie zwracał uwagi na treść dzieł, lecz na ilość kupionych książek. Zbiorami zapełnił kilka domów w Paryżu. Książki, których nigdy nawet nie przeglądał, trzymał w stosach na podłodze. Dzięki swojej manii stał się postacią legendarną – legendy krążyły nawet o jego śmierci. Według jednej wersji, Boulard podczas jednego z codziennych zakupów przemókł i zachorował na zapalenie płuc, które spowodowało jego śmierć. Inna wersja mówi, że miał zginąć przygnieciony przez stertę książek, która się na niego zwaliła.
Boulard zgromadził – według różnych źródeł – od 300 do 500 tysięcy tomów. Zbiory zostały sprzedane na aukcjach w latach 1828–1833.